# Argus (album)
Pour les articles homonymes, voir Argus.
Albums de Wishbone Ash
Pilgrimage
(1971) Wishbone Four
(1973)
Singles
1. Blowin' Free
Sortie : 1972

Argus, sorti le 28 avril 1972 sur le label MCA Records, est le troisième album du groupe de rock britannique Wishbone Ash.

## Historique
Cet album a été enregistré en janvier 1972 dans les Studios De Lane Lea à Londres et produit par Derek Lawrence assisté de Martin Birch.
Il est considéré comme une œuvre majeure du groupe et sera le plus grand succès du groupe au Royaume-Uni en atteignant la 3e place des charts. Il se classa à la 169e place du Billboard 200 aux États-Unis. En 2015, il sera certifié disque d'or au Royaume-Uni.
Le groupe Martin Turner's Wishbone Ash réenregistra entièrement l'album en 2008 et l'intitula Argus Through the Looking Glass. Wishbone Ash mené par Andy Powell enregistra également en 2008 un album en public appelé Argus "Then Again" Live qui contient tous les titres de l'album.
Il a été remasterisé en octobre 2010  sous le format Super Audio CD.

## Liste des titres
- Toutes les musiques ont été composés par M. Turner, S. Upton, T. Turner et A. Powell hormis "Time Was" (Ted et Martin Turner) et "Leaf and Stream" (Steve Upton)
- Les textes sont de Martin Turner

### Version vinyle originale
| 1. | Time Was       | Ted & Martin       | 9:39 |
| 2. | Sometime World | Martin & Andy      | 6:49 |
| 3. | Blowin' Free   | Martin, Andy & Ted | 5:18 |

| 1. | The King Will Come   | Martin & Andy | 7:10 |
| 2. | Leaf and Stream      | Martin        | 3:51 |
| 3. | Warrior              | Martin & Andy | 5:53 |
| 4. | Throw Down the Sword | Martin & Andy | 5:55 |

### Version Remastered & Revisited 2003
Toutes les pistes ont été remixées et remasterisées et sont issus de l’album original de 1972, excepté les pistes 8, 9 et 10, tirées de l’EP Live From Memphis enregistré live dans la ville du même nom et sorti chez Decca fin 1972.

## Musiciens
- Andy Powell : guitares, chant, lead guitare sur "Time Was", "Sometime World" (second solo), "Blowin' Free", "Leaf and Stream", "Warrior" et "Throw Down the Sword".
- Ted Turner : guitares, chant, lead guitare sur "Sometime World" (premier solo), Blowin' Free (passage calme), "The King Will Come" et "Warrior" (passage calme, guitare slide sur "Blowin' Free").
- Martin Turner : guitare basse, chant
- Steve Upton : batterie, percussions

## Crédits
- Derek Lawrence : producteur
- Martin Birch : ingénieur du son
- John Tout, du groupe Renaissance, joue de l'orgue sur Throw Down The Sword.
- Hipgnosis : Conception de la pochette et photographe extérieur (Storm Thorgerson)
- Barry Wentzell : photos intérieur

## Influence de l'album
Jimmy Page, guitariste du groupe Led Zeppelin, qui avait aimé la pochette de l'album Argus et qui voulait quelque chose dans le même esprit, a fait appel à Hipgnosis pour la conception du visuel de "Houses of the Holy".

## Charts et certification
Charts
| Pays                                  | Durée du classement | Meilleur classement | Date            |
| ------------------------------------- | ------------------- | ------------------- | --------------- |
| États-Unis (Billboard 200)            | 13 semaines         | 169e                | 29 juillet 1972 |
| Norvège (VG-lista)                    | 3 semaines          | 21e                 | 24 juillet 1972 |
| Royaume-Uni (UK Albums Chart)         | 20 semaines         | 3e                  | 20 mai 1972     |
| Écosse (Scottish Album Chart)         | 1 semaines          | 53e                 | 21 avril 2023   |
| Royaume-Uni (UK Rock and Metal Chart) | 1 semaine           | 10e                 | 21 avril 2023   |

Certification
| Pays        | Certification | Ventes    | Date            |
| ----------- | ------------- | --------- | --------------- |
| Royaume-Uni | Or            | 100 000 + | 17 juillet 2025 |